# Аэроборд

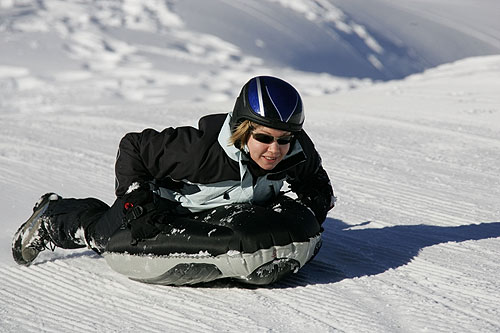

Аэроборд, эйрборд, аэрборд, (англ. airboard, букв. «воздушная доска, надувная доска») - легкие надувные сани, не требующие специальной подготовки и дополнительного снаряжения (кроме шлема и наколенников). Это первые надувные сани, дающие райдеру комфорт, возможности экстренного торможения и регулирования скорости, что позволяет кататься на Аэрборде на любых трассах вместе с лыжниками и сноубордистами.

## Техника катания
Учиться кататься на Аэроборде очень легко и приятно. Лежа на груди на Аэроборде, райдеры совершают поворот, держась за ручки снаряда и перенося центр тяжести, вдавливая в снег или, наоборот, приподнимая, 46 направляющих полозьев. Остановка осуществляется при повороте снаряда на 90 градусов по отношению к трассе.

## Типы досок
Вес Аэрборда составляет около 3 кг., в сдутом состоянии он легко упаковывается в маленький рюкзак, поэтому Аэроборд можно легко брать с собой на любое зимнее горное приключение.
Модельный ряд включает в себя три продукта: аэрборд Airboard Classic 130 (130л.) – универсальный снаряд, подходящий как для обучения, так и для скоростных спусков, аэрборд Airboard Freeride 180 (180л.) – его форма позволяет кататься вне трасс – по целине и глубокому снегу, аэроборд Airboard Classic (50л.) – классическая модель для детей. Также производится эйрборд Airboard Wet-kit – надувной чехол для Airboard Classic с подводными килями, позволяющий использовать Аэрборд для катания летом, по воде.

## История
Придумал и запатентовал Airboard® швейцарец Джо Штайнер. Вообще, идея надувных санок не нова – первый патент был выдан в 1940 году, однако отсутствие прочных материалов не позволило тогда продукту стать популярным на рынке.
Сама идея возникла у него «не от хорошей жизни» - родившись и живя в Швейцарии, Джо с ранних лет встал на лыжи, а затем на сноуборд, и не мыслил себя без зимнего адреналина, однако сильнейшая травма, полученная во время катания на сноуборде, в начале 90-х гг., закрыла для него на время этот спектр удовольствий. И Джо начал экспериментировать с формами и материалами. В 1992 году он создал прототип из термопластического полиуретана. Этот материал обладал большой морозоустойчивостью и прочностью на разрыв. Однако цена материала оказалась слишком высока для производства.
Эксперименты продолжились, т.к. отличные скоростные и аэродинамические характеристики изобретения мотивировали Джо сфокусироваться на оптимизации материала. Прорыв случился, когда применили покрытую пластиком нейлоновую ткань. Тогда же, в 1998 году у Джо появились единомышленники, и образовалась рабочая команда. И в 2001 году был представлен новый продукт – надувные сани Airboard. Джо зарегистрировал торговую марку и изобретение, и стал предпринимателем, наладив производство и продажу продукции Airboard (справка: до начала своей предпринимательской деятельности Джо Штайнер был quality manager в швейцарской компании).
Появление Airboard совпало с тенденциями в мире спорта: в последние годы во многих странах был отмечен растущий интерес к саночному спорту – бобслею и скелетону.
Начиная с 2002 г. марка Airboard участвует в зимней ISPO – самой значимой ежегодной выставке зимних видов спорта, проходящей в г. Мюнхен, Германия. В 2006 году Airboard стал финалистом конкурса BrandNew Awards, проводящегося в рамках ISPO, и дающего новинкам дорогу на рынок спорттоваров. За пять лет, прошедших с момента представления Airboard на международной выставке ISPO, было продано более 60 000 Аэрбордов по всему миру. В 2007 году швейцарская компания Fun-care AG, производитель Аэрбордов, выступила главным спонсором BrandNew Awards.

## Аэроборд и общественность
Нарастающий интерес, выраженный в продажах аэробордов по всему миру, а также в количестве появляющихся на рынке недолговечных копий, дает ощущение[кому?] того, что появился новый вид зимнего спорта. На сегодняшний день купить Airboard можно в 22 странах мира, включая Россию и Украину. Спорт наиболее популярен в Швейцарии, Германии, США, Канаде, и особенно в Японии и Новой Зеландии. Поначалу, аэрбордистам запрещали кататься на трассах вместе с лыжниками и сноубордистами. Однако, спрос со стороны катающихся был так велик, что заставило крупные и популярные горнолыжные курорты открыть специализированные трассы для аэрбординга. На данный момент по миру существуют более 60-ти специальных трасс. Администрация других курортов приняла более прогрессивное решение. Так, в США, некоторые горнолыжные курорты, проанализировав статистику несчастных случаев, полностью открываются для аэрбордистов. Непременным условием катания на общих трассах является обязательное часовое обучение, предоставляемое инструкторами курортов.

## Сообщество
Многие, катающиеся на Аэрборде, знакомы друг с другом, постоянно общаются на форумах, проводят соревнования, ездят в экспедиции на целинные трассы. Спорт пользуется такой популярностью и привлекает настолько разную аудиторию, что, на сегодняшний день, соревнования проводятся уже в 4-х видах: Airboardercross, Airboard Downhill, Airboard RatRace (в заезде участвуют много райдеров) и Airboard Speedrace. Максимальная зарегистрированная скорость на сегодняшний день составляет 152 км/ч для мужчин, и 135 км/ч для женщин.
Также регулярно проводятся экспедиции в горы: модель Airboard Freeride идеально подходит для катания по целине, а забираться в горы можно пешком, т.к. снаряд укладывается в рюкзак (отчеты о соревнованиях и экспедициях на www.airboard.com).
В России Airboard и первые райдеры появились в сезоне 2006-2007 в Москве.